# Амдерма (аеропорт)
Аеропорт Амде́рма (IATA: AMV, ICAO: ULDD) — колишня база перехоплювачів Росії в Арктиці, неподалік від Нової Землі, розташована за 4 км на захід від Амдерми. Nordavia виконує двічі на місяць рейси в Архангельськ через Нар'ян-Мар використовуючи Ан-24..
Головною метою об'єкта є захист північних підходів до європейської частини Росії. Значення Амдерми було підтверджено за часів Холодної війни, коли 1 червня 1960 МіГ-19, що базувався в Амдермі, збив Boeing B-47 Stratojet, який перетнув мис Канін Ніс. 31 одиниця МіГ-31 базувалися тут в період 1991-94. Ту-128 і МіГ-19 були розміщені тут з 1960.

## Авіакомпанії та напрямки
| Авіакомпанія | Пункт призначення |
| ------------ | ----------------- |
| Nordavia     | Нар'ян-Мар        |